# كونسرفابيديا
كونسرفابيديا (بالإنجليزية: Conservapedia)‏ هي مشروع موسوعة ويكية باللغة الإنجليزية يشارك فيها بكتابة مقالاتها كتاب قوميون أمريكيون مسيحيون محافظون وغالبيتهم يكتبون مقالاتهم من اعتقادهم بنظرية خلق الأرض الفتية. بدأت الموسوعة عام 2006 بواسطة المحامي ومدرس العلوم الاجتماعية أندي شلافلي، ابن الناشطة المحافظة ومؤسسة منظمة إيجل فوريوم فيليس شلافلي. وقد أقر شالفلي أنه قد أنشئ هذه الموسوعة لأنه شعر بأن ويكيبيديا لديها تحيز تحرري ومعادي للمسيحية والأمريكية.
كونسرفابيديا واحدة من العديد من المواقع المسيحية المحافظة على الإنترنت التي تقدم بديل يميني متشدد لمتصفحي الشبكة. وقد كان الموقع عرضة للعديد من الانتقادات داخل وخارج الولايات المتحدة لتحيزه وعدم دقته.